# Styraconyx sargassi
Styraconyx sargassi är en djurart som tillhör fylumet trögkrypare, och som beskrevs av Thulin 1942. Styraconyx sargassi ingår i släktet Styraconyx och familjen Halechiniscidae. Inga underarter finns listade i Catalogue of Life.